# 瑞恩
瑞恩（Rui En，1981年1月29日—），前藝名芮恩，本名盧瑞恩，是一名華裔新加坡电視艺員和女歌手，现为新傳媒私人有限公司部頭合約女藝人，新傳媒七公主之一，亦是新传媒阿姐之一。
以歌手身份出道，後加入新传媒並主力演出電視劇。2004年22岁时凭《野蛮亲家》成了新傳媒七公主之一。曾连续三年获得红星大奖观众票选“最喜爱女角色”。于2011年及2013年兩度获得红星大奖“最佳女主角”，2012年首次入围即获得亚洲电视大奖最佳女主角獎項。于2001年至2021年圆满结束20年的新传媒合约，也曾參與拍攝周杰倫《暗號》MV女主角。

## 生涯

### 早年生活
17岁父母离异并跟随父亲生活。

### 2002年至2005年：出道、发行首张专辑《芮恩》
因拍摄新加坡电信的廣告而被發掘，之后一段时间成为Hype Records的歌手。
2002年，发行了第一张专辑《芮恩》。
2004年，在红星大奖節目，入圍“最受歡迎新人”。
2005年，受邀参与新加坡国庆庆典，演唱国庆的主題歌《勇敢向前飞》，與她一同參與的還有新加坡偶像冠军Taufik Batisah。曾参与部分新传媒8频道及新传媒5频道的电视剧演出。包含《Chemistry》、《野蛮亲家》、《二分之一缘分》、《法医X档案》、《拥抱明天》、《爱情零度C》…等，也在一些综艺节目演出。曾擔任新加坡偶像2的嘉宾，演唱咕咕玩偶的主題曲“IRIS”。曾擔任周杰倫《八度空間》中《暗號》裡頭的MV女主角，也曾經為『J女郎』之一。

### 2008年至2009年：改回本名、发行第二张专辑《共和国》
2008年，由“芮恩”改回本名“瑞恩”，并发行第二张专辑《共和国》。

### 2010年至2011年：主演《我在你左右》荣获最佳女主角
2010年，主演剧集《我在你左右》夺年度收视率冠军，主演的三部剧集列入年度收视率排行榜前五名。
2011年，電視劇《我在你左右》夺得红星大奖观众票选“最喜爱女角色”奖以及专业评审的“最佳女主角”奖。

### 2013年至2020年：获得最喜爱女角色、再度获得最佳女主角、成为超级红星
2013年，主演剧集《最火搭檔2》再次夺得紅星大獎觀眾票選“最喜爱女角色”及“最佳女主角”奖，二度成为红星大奖双料视后。
2015年，在红星大奖上以大热的姿态入围最佳女主角。同年，成功成为连续10年荣获十大最受欢迎女艺人的女艺人。2016年，在第22届红星大奖荣获超级红星奖。
2017年，在第23届红星大奖角逐最佳女主角。
2018年9月，瑞恩以头部合约方式参与2019新传媒剧《阴错阳差》。三度和陈泓宇合作。

### 2021年至今：离开Artiste Networks
2021年，宣布与Hype Records旗下的经纪公司Artiste Networks约满不续，结束20年的合作关系。2022年，接拍8频道新剧《欧巴，我爱你》，瑞恩与韩国男星金在勋共谱韩剧般的浪漫恋情。

## 争议事件

### 辞演事件
- 2008年3月，瑞恩宣布她会辞演《沸腾冰点》因为该戏涉及暴力而角色（林可欣）患有精神病，甚至批评戏剧不好，最后由范文芳演。过后公司宣布不再让她辞演。[4]

### 2016年的交通意外
- 2016年1月，她意外撞车，所幸无人伤亡。
- 2016年4月13日，在她的住家外发生意外，当时她的车撞到了摩托车。翌日，警方报导瑞恩意外。摩托车的主人于2016年4月15日对她说道歉。
- 2016年12月23日，在Orchard Road发生意外，最后由行车记录仪拍下，并在Beh Chia Lor的Facebook宣传。

## 音乐作品
| 專輯 # | 專輯名稱 | 專輯類型 | 發行公司 | 發行日期      | 曲目 |
| ------ | -------- | -------- | -------- | ------------- | --- |
| 1st    | 芮恩     | 大碟     | 海峽唱片 | 2002年12月    | 曲目 1. 白色羽毛 2. 不在場證明 3. 你管我 4. 愛情副作用 5. 討厭 6. 是誰 7. 天亮當朋友 8. 累了煩了 9. 甩不掉 10. 另類對你好           |
| 2nd    | 共和國   | 大碟     | 海峽唱片 | 2008年11月8日 | 曲目 1. 共和國 2. 青蛙 3. 慢舞 4. 放手 5. 穿反 6. 飛旋 7. 空瓶 8. 遊記 9. 慢舞(Slow Edit) 10. 青蛙(Unplugged) 11. 共和國(Slow Edit) |

单曲：
2013年 《麻木》

## 影视作品

### 新传媒5频道
- 2003年：Chemistry
- 2003年：Gotcha! II（主持）
- 2004年：Achar II
- 2005年：（特别节目） - High On Life
- 2008年：“Sense of Home: Kampung Kid”- Telemovie

### Channel NewsAsia
- 2015年：“The World of Georgette Chen- Georgette Chen”

### 新传媒8频道
| 首播   | 劇名             | 角色           | 備註                                                 |
| 2002年 | 考试家族         | Jessica        | 與陳漢瑋合演                                         |
| 2003年 | 吃吃面包谈谈情   | 裕嘉           | 與劉谦益、洪慧芳、陳慧慧、許振榮合演                 |
| 2004年 | 野蠻親家         | 李盈盈         | 與鄭惠玉、鄭斌輝、潘玲玲、張耀棟合演                 |
| 2005年 | ½缘分            | 郝美德         | 與李名順、周初明、鄭秀珍、陳松伶、曹國輝合演         |
| 2005年 | 法醫X檔案II      | 方秀秀         | 與陳志財、李錦梅、鄭秀珍、戚玉武合演                 |
| 2005年 | 拥抱明天         | 方 方          | 與戚玉武、沈傾掞、宋怡霏、沈煒竣合演                 |
| 2006年 | 愛情零度C        | 孫逸欣         | 與陳鳳玲、許立樺、黄俊雄、鄭雪兒、陈伟联合演         |
| 2007年 | 寶家衛國         | 寶文衛         | 與鄭斌輝、陳鳳玲、方展發、沈倾掞合演                 |
| 2007年 | 破茧而出         | 安小茜         | 與陳漢瑋、曹國輝、林湘萍、王沺裁合演                 |
| 2008年 | 不凡的愛         | 张宇航         | 與鄭惠玉、陳漢瑋、曹國輝、黄俊雄合演                 |
| 2009年 | 未来不是梦       | 林佳琪         | 與鄭斌輝、刘芷绚、陈泓宇、黄俊雄、姚懿珊合演         |
| 2009年 | 书包太重         | 张洛芸         | 與陳漢瑋、郭舒贤、曹國輝合演                         |
| 2010年 | 过好年           | 楊小冬         | 與陳澍城、金沛晟、陳天文、林明倫、郭舒贤合演         |
| 2010年 | 我在你左右       | 葉思琪         | 與陳澍城、陳漢瑋、彭耀順合演                         |
| 2010年 | 最火搭檔         | 胡小曼         | 與陳莉萍、鄭斌輝、陈邦鋆合演                         |
| 2011年 | 樂在雙城         | 章雅乐         | 與朱咪咪、方展發、張耀棟、白薇秀、龐蕾馨、陈欣淇合演 |
| 2011年 | 麻婆斗婦         | 王佳珍         | 與方展發、李司棋、林明倫、許美珍合演                 |
| 2011年 | 邊緣父子         | 莎莎           | 與李南星、范文芳、張耀棟合演                         |
| 2011年 | 正義武館         | 欧可璐         | 與黄俊雄、郑各评、蔡琦慧、陈邦鋆合演                 |
| 2012年 | 最火搭檔2        | 胡小曼         | 與陳莉萍、鄭斌輝、黄俊雄合演                         |
| 2012年 | 花樣人間         | 韩咏咏         | 與黃鴻升、周初明、王心如、陳莉萍、黃文永合演         |
| 2012年 | 微笑正義         | 刘言之         | 與戴陽天、林慧玲、陳泂江、馬藝瑄合演                 |
| 2013年 | 警徽天職2        | 黄芷婕         | 與李南星、戚玉武、方展發、王田裁、白薇秀合演         |
| 2013年 | 志在四方         | 方彤琳         | 與郑惠玉、陳莉萍、欧萱、陳漢瑋、戚玉武合演           |
| 2013年 | 骤变             | 程楚宁         | 與陳罗密欧、林慧玲、張振寰、方伟傑合演               |
| 2014年 | 警徽天職3        | 黄芷婕         | 與李南星、戚玉武、白薇秀、黄俊雄、李美玲、蘇智誠合演 |
| 2014年 | 逆潮             | 邱雪清         | 與李銘順、陳炯江、徐彬、張振寰、蔡琦慧、黃思恬合演   |
| 2015年 | 初一的心願       | 沈初一         | 與方展發、雅慧、陳禕倫、陳天文合演                   |
| 2015年 | 信約：我們的家園 | 杨美雪         | 與陳泓宇、林慧玲、陳羅密歐、陳鳳玲、陳麗貞合演       |
| 2015年 | 志在四方II       | 方彤琳         | 与郑惠玉、黄碧仁、欧萱、陈欣淇、戚玉武、陈罗密欧合演 |
| 2016年 | 十年…你還好嗎？  | 陈珍好         | 與陈邦鋆、黄俊雄、蔡琦慧、有懿合演                   |
| 2016年 | 警徽天职4        | 黄芷婕         | 與李南星、黄俊雄、雅慧合演                           |
| 2017年 | 相信我           | 梁思潔(江曉溪) | 與張振寰、陳澍城、陳麗貞合演                         |
| 2019年 | 阴错阳差         | 馬如蔭         | 與陳泓宇、陳漢瑋、洪慧芳、张鈞淯合演                 |
| 2019年 | 老友万岁         | 韩欣欣         | 與陳漢瑋、陈莉萍、徐彬、吴劲威、黄暄婷合演           |
| 2020年 | 花花公子         | 陈慧玲/花花    | 與黄俊雄、洪凌、包勋评、张鈞淯、陈政序合演           |
| 2021年 | 邻里帮           | 邱靜雯 Momo    | 與黄俊雄、蔡琦慧合演                                 |
| 2023年 | 欧巴，我爱你     | 欧阳琦琦       | 与金在勳、刘怡伶合演                                 |

### 微电影
| 首播   | 劇名 | 角色 | 備註                   |
| 2022年 | 年书 |      | 五部《微电影系列》之一 |

- 2021年：（综艺节目） - 瑞恩的花花世界

## 奖项纪录

### 演技獎項
| 年份 | 頒獎典禮            | 獎項                         | 劇集                | 角色     | 結果 |
| ---- | ------------------- | ---------------------------- | ------------------- | -------- | ---- |
| 2011 | 第17屆 紅星大獎2011 | 最佳女主角                   | 《我在你左右》      | 叶思琪   | 獲獎 |
| 2012 | 第18屆 紅星大獎2012 | 最佳女主角                   | 《樂在雙城》        | 章雅乐   | 提名 |
| 2012 | 第17屆 亞洲電視大獎 | 最佳女主角 ( 戲劇 / 劇情組 ) | 《最火搭档2》       | 胡小曼   | 獲獎 |
| 2013 | 第19屆 紅星大獎2013 | 最佳女主角                   | 《最火搭档2》       | 胡小曼   | 獲獎 |
| 2014 | 第20屆 紅星大獎2014 | 最佳女主角                   | 《志在四方》        | 方彤琳   | 提名 |
| 2014 | 第19屆 亞洲電視大獎 | 最佳女主角 ( 戲劇 / 劇情組 ) | 《驟變》            | 程楚寧   | 提名 |
| 2015 | 第21屆 紅星大獎2015 | 最佳女主角                   | 《逆潮》            | 邱雪清   | 提名 |
| 2016 | 第22屆 紅星大獎2016 | 最佳女主角                   | 《志在四方II》      | 方彤琳   | 提名 |
| 2017 | 第23屆 紅星大獎2017 | 最佳女主角                   | 《十年…你还好吗？》 | 陈珍好   | 提名 |
| 2021 | 第26屆 紅星大獎2021 | 最佳女主角                   | 《阴错阳差》        | 马如荫   | 提名 |
| 2022 | 第27屆 紅星大獎2022 | 最佳女配角                   | 《邻里帮》          | 邱静雯   | 提名 |
| 2023 | 第28屆 亞洲電視大獎 | 最佳女主角 《Digital》       | 欧巴，我爱你        | 欧阳琦琦 | 提名 |
| 2024 | 第29屆 紅星大獎2024 | 最佳女主角                   | 欧巴，我爱你        | 欧阳琦琦 | 提名 |

### 网络奖项
| 年份 | 颁奖典礼            | 奖项                                   | 代表作品                              | 结果 | 备注       |
| ---- | ------------------- | -------------------------------------- | ------------------------------------- | ---- | ---------- |
| 2010 | 第16届 红星大奖2010 | 最喜爱女角色                           | 《未来不是梦》（林佳琪）              | 提名 |            |
| 2010 | 第16届 红星大奖2010 | 最喜爱女角色                           | 《书包太重》（张洛芸）                | 提名 |            |
| 2011 | 第17届 红星大奖2011 | 最喜爱女角色                           | 《过好年》（杨小东）                  | 獲獎 |            |
| 2011 | 第17届 红星大奖2011 | 最喜爱荧幕情侣                         | 《我在你左右》（张扬 & 叶思琪）       | 提名 | 与陈汉玮   |
| 2012 | 第18届 红星大奖2012 | 最喜爱女角色                           | 《樂在雙城》（章雅樂）                | 獲獎 |            |
| 2012 | 第18届 红星大奖2012 | 最喜爱荧幕情侣                         | 《正义武官》（宋亚仔 & 欧可璐）       | 獲獎 | 與黃俊雄   |
| 2012 | 第18届 红星大奖2012 | 最喜爱荧幕情侣                         | 《麻婆斗妇》（萧建海 & 王佳珍）       | 提名 | 与方展发   |
| 2013 | 第19届 红星大奖2013 | 最喜爱女角色                           | 《微笑正义》（刘言之）                | 獲獎 |            |
| 2013 | 第19届 红星大奖2013 | 最喜爱荧幕情侣                         | 《最火搭档 2》（谢郎峰 & 胡小曼）     | 獲獎 | 与黄俊雄   |
| 2013 | 第19届 红星大奖2013 | 最喜爱荧幕情侣                         | 《花样人间》（赵明星 & 韩咏咏）       | 提名 | 与黄鸿升   |
| 2014 | 第20届 红星大奖2014 | 最喜爱女角色                           | 《志在四方》（方彤琳）                | 提名 |            |
| 2014 | 第20届 红星大奖2014 | 最喜爱荧幕情侣                         | 《警徽天职2》（魏蓝天 & 黄芷婕）      | 提名 | 与李南星   |
| 2014 | 第20届 红星大奖2014 | 最喜爱荧幕情侣                         | 《骤变》（方启亮 & 程楚宁）           | 提名 | 与陈罗密欧 |
| 2014 | 第20届 红星大奖2014 | 最喜爱荧幕情侣                         | 《志在四方》（Jason Lam & 方彤琳）    | 提名 | 与戚玉武   |
| 2014 | 第20届 红星大奖2014 | 区域最受欢迎新传媒艺人奖（中国）       | 不適用                                | 提名 |            |
| 2014 | 第20届 红星大奖2014 | 区域最受欢迎新传媒艺人奖（马来西亚）   | 不適用                                | 獲獎 |            |
| 2014 | 第20届 红星大奖2014 | 区域最受欢迎新传媒艺人奖（印度尼西亚） | 不適用                                | 獲獎 |            |
| 2014 | 第20届 红星大奖2014 | 区域最受欢迎新传媒艺人奖（柬埔寨）     | 不適用                                | 提名 |            |
| 2015 | 第21屆 紅星大獎2015 | 最喜爱女角色                           | 《逆潮》（邱雪清）                    | 提名 |            |
| 2015 | 第21屆 紅星大獎2015 | 最喜爱荧幕情侣                         | 《警徽天职3》（魏蓝天 & 黄芷婕）      | 提名 | 与李南星   |
| 2015 | 第21屆 紅星大獎2015 | 区域最受欢迎新传媒艺人奖（中国）       | 不適用                                | 提名 |            |
| 2015 | 第21屆 紅星大獎2015 | 区域最受欢迎新传媒艺人奖（马来西亚）   | 不適用                                | 提名 |            |
| 2015 | 第21屆 紅星大獎2015 | 区域最受欢迎新传媒艺人奖（印度尼西亚） | 不適用                                | 提名 |            |
| 2015 | 第21屆 紅星大獎2015 | 区域最受欢迎新传媒艺人奖（柬埔寨）     | 不適用                                | 提名 |            |
| 2016 | 第22屆 紅星大獎2016 | 最喜爱女角色                           | 《志在四方 II》（方彤琳）             | 提名 |            |
| 2016 | 第22屆 紅星大獎2016 | 最喜爱荧幕情侣                         | 《志在四方 II》（Jason Lam & 方彤琳） | 提名 | 与戚玉武   |
| 2016 | 第22屆 紅星大獎2016 | 最喜爱荧幕情侣                         | 《信约：我们的家园》（张佳 & 杨美雪） | 提名 | 与陈泓宇   |
| 2016 | 第22屆 紅星大獎2016 | Toggle人气BFF                          | 不適用                                | 獲獎 | 与周崇庆   |
| 2022 | 第27屆 紅星大獎2022 | 最吸睛女角色                           | 《花花公子》 （陈慧玲）               | 提名 |            |
| 2022 | 第27屆 紅星大獎2022 | 最强CP                                 | 《花花公子》 （高宇飞 & 陈慧玲）      | 提名 | 与黄俊雄   |
| 2024 | 第29届 红星大奖2024 | 最强CP                                 | 《欧巴，我爱你》（欧阳琦琦 & 都小俊） | 待定 | 与金在勋   |

### 人气奖项
| 年份 | 颁奖典礼            | 奖项                 | 结果 |
| ---- | ------------------- | -------------------- | ---- |
| 2005 | 第12届 红星大奖2005 | 十大最受歡迎女藝人獎 | 獲獎 |
| 2006 | 第13届 红星大奖2006 | 十大最受歡迎女藝人獎 | 獲獎 |
| 2007 | 第14届 红星大奖2007 | 十大最受歡迎女藝人獎 | 獲獎 |
| 2009 | 第15届 红星大奖2009 | 十大最受歡迎女藝人獎 | 獲獎 |
| 2010 | 第16届 红星大奖2010 | 十大最受歡迎女藝人獎 | 獲獎 |
| 2011 | 第17届 红星大奖2011 | 十大最受歡迎女藝人獎 | 獲獎 |
| 2012 | 第18届 红星大奖2012 | 十大最受歡迎女藝人獎 | 獲獎 |
| 2013 | 第19届 红星大奖2013 | 十大最受歡迎女藝人獎 | 獲獎 |
| 2014 | 第20届 红星大奖2014 | 十大最受歡迎女藝人獎 | 獲獎 |
| 2015 | 第21屆 紅星大獎2015 | 十大最受歡迎女藝人獎 | 獲獎 |
| 2016 | 第22屆 紅星大獎2016 | 红星大奖超级红星     | 獲獎 |

### 其它獎項
| 年份 | 奖项 |
| ---- | --- |
| 2010 | - 《红星大奖》 最愛熒幕拍檔（與黃俊雄） - 《新加坡e樂大賞》人氣本地電視女演員                                                                               |
| 2011 | - 《新加坡e樂大賞》人氣本地電視演員 - 新加坡Media Chat網站“網絡紅星大獎2011” 最佳女主角《我在你左右》 - 新加坡Media Chat網站“網絡紅星大獎2011” 年度人氣大獎 |
| 2012 | - 《Elle》 年度女演員 - 《新加坡e樂大賞》人氣本地電視演員                                                                                                   |
| 2013 | - 《红星大奖》 最i明星風範獎（與黃俊雄） |
| 2016 | - 《红星大奖》 最i明星風範獎（與黃俊雄） |

## 外部連結
- Rui En的Facebook專頁
- Rui En的Instagram帳戶
- “瑞不可挡”英文影迷网 （页面存档备份，存于）
- 新传媒8频道：《新人力量大！卢瑞恩人气旺》
- 瑞恩在时光网上的簡介（简体中文）
- 瑞恩在互联网电影资料库（IMDb）上的資料（英文）（英文）
- 瑞恩在豆瓣上的资料（简体中文）

| 前任： 陳莉萍 | 紅星大獎 最佳女主角 2011年 | 繼任： 白薇秀 |

| 前任： 白薇秀 | 红星大奖 最佳女主角 2013年 | 繼任： 陳莉萍 |